# 曼杰里
曼杰里（Manjeri），是印度喀拉拉邦马拉普兰县的一个城镇。总人口83704（2001年）。

## 人口
该地2001年总人口83704人，其中男性41383人，女性42321人；0—6岁人口12506人，其中男6449人，女6057人；识字率79.67%，其中男性为81.10%，女性为78.28%。